# خیابان موراماچی

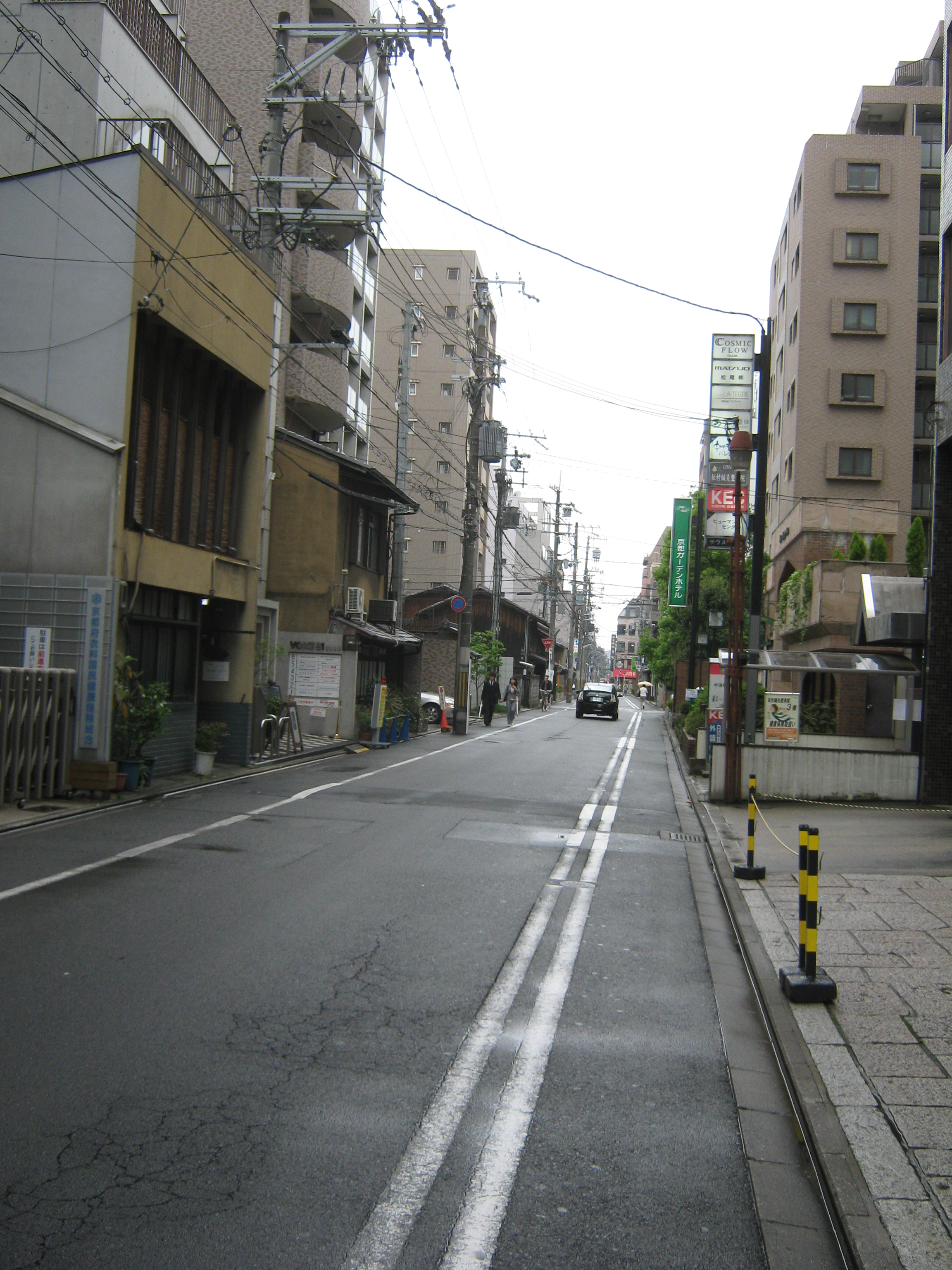
نمایی از خیابان موروماچی در کیوتوی ژاپن - ۲۰۱۰

خیابان موروماچی (به ژاپنی: 室町通, Muromachi-dōri)خیابانی در کیوتوی ژاپن است. در اصل مسیری به نام موروماچی کوجی (室町 小路) در هی‌آن-کیو پایتخت قدیم ژاپن بوده‌است.